# Calabriai-félsziget

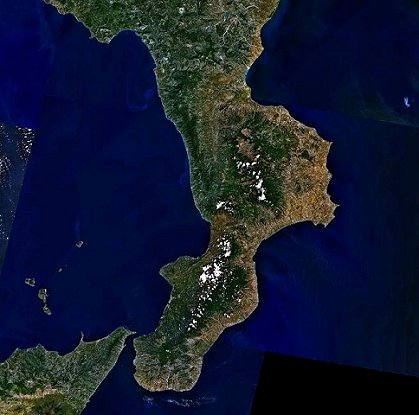
A Calabriai-félsziget a NASA egyik műholdas felvételén

A Calabriai-félsziget az Appennini-félsziget délnyugati vége.

## Határai
Északnyugaton a Tirrén-tenger és ennek öblei (Policastrói-öböl, Santa Eufemia-öböl, Gioiai-öböl), délen a Jón-tenger és ennek öble (Squillacei-öböl), keleten pedig a Tarantói-öböl határolja. A szárazföldön északon Basilicata régió határolja. Szicíliától a Messinai-szoros választja el.

## Domborzata
A félsziget domborzatának 49,2%-át dombvidékek, 41,7%-át hegyvidékek és 9%-át síkságok alkotják. Legjelentősebb domborzati egységei:
- Calabriai-Appenninek és ennek alegységei:
- Pollino-hegység - a félsziget északi határa
- Catena Costiera - a félsziget északnyugati partvonalán, a Tirrén-tenger partjával párhuzamosan húzódó hegység
- Sila-fennsík - a félsziget központi részén
- Aspromonte-hegység - a félsziget délnyugati végében
- kiterjedt síkságok a tengerpartokon vannak, kisebbek pedig a régiót átszelő folyók völgyeiben. A legfontosabbak:

Szübariszi-síkság
Santa Eufemia-síkság
Gioia Tauro-i síkság

## Vízrajza
A calabriai folyók rövidek, gyorsak, vízhozamuk az évszakok függvényében változó (nyáron akár ki is száradhatnak, télen pedig árvizeket okozhatnak). A központi elhelyezkedésű hegyvidékek lejtőiről erednek és a Tirrén- vagy Jón-tengerbe ömlenek. A legjelentősebb folyóvizek a Crati, Neto, Trionto, Tacina, Amato, Mucone, Savuto, Lao.
A félsziget területén kevés természetes állóvíz található. Ezek rendszerint kis területűek. Kivételt képez a Santa Eufemia-síkságon lévő La Vota-tó. A gyors vízű folyókat felduzzasztják, vizüket öntözésre és energiatermelésre használják. A legnagyobb mesterséges tó a régióban az Angitola-tó.

## Éghajlata
A félsziget éghajlat mediterrán típusú. A déli partvidék (Jón-tenger) szárazabb, az északi enyhébb. A hőmérséklet egy év során 10 és 44 °C között ingadozik. A hegyvidékek magasabb régióiban az éghajlat hűvösebb. A legcsapadékosabb hónapok a december és január.

## Közigazgatása
A félsziget területét Olaszország Calabria régiója foglalja magába.